# /04
『/04』（スラッシュ・ゼロヨン）は、2004年11月24日に発売された坂本龍一のコンピレーション・アルバム。

## 解説
CDの帯コピー【ゆるみ系BEST】が示すとおり過去の楽曲をピアノ用に再アレンジの上、収録。初回限定盤は「アジエンス」オリジナル・ヴァージョン（CM使用トラック）が収録。YMO時代の「Perspective」、ピアノに似つかわしくない「Riot in Lagos」（アルバム『B-2ユニット』収録）など収録曲はバラエティに富んでいる。ニューヨークのRight Track Recoring 509Aスタジオをはじめ、八王子市の南大沢文化会館・東京のBunkamuraスタジオでレコーディング。
本作の続編としてアルバム『/05』があるが、『/04』ではピアノに対し挑戦的に臨んだトラック、『/05』には瞑想的なトラックが集められている。本作収録曲を坂本が監修・楽譜にした「/04オフィシャル・スコア・ブック」があり付属CDにはピアノ・ソロ4曲（「Asience - slow piano」「Theme for Roningai - pf」「Tamago 2004 - pf」「Seven Samurai - ending theme pf」）が収録。

## 収録曲
全作曲：坂本龍一
1. Asience - fast piano
  - 本作で初音源化。連弾で演奏。「オフィシャル・スコア・ブック」と付属CDには「slow piano」ヴァージョンが収録。
2. Yamazaki 2002
  - アルバム『CM/TV』収録。
3. +33
  - 本作で初音源化。ルイ・ヴィトン150周年を記念して作られた楽曲。8台のピアノを多重録音。坂本の作品の中では珍しく、ピアノの白い鍵盤だけで演奏が成立する曲。
4. Merry Christmas Mr.Lawrence
  - サウンドトラック『戦場のメリークリスマス』収録。エンディングは従来と異なる演奏。
5. Rain
  - サウンドトラック『ラストエンペラー』収録。4台のピアノを多重録音。
6. Perspective
  - 作詞：坂本龍一
  - YMOのアルバム『サーヴィス』収録。原曲よりキーを4度下げ演奏。ピアノは連弾。坂本自が歌唱。演奏途中・エンディングで演奏と関係ないピアノの音が聞こえる部分があるが、これは隣の部屋で演奏している音が漏れ聴こえる雰囲気を表現している。
7. Undercooled - acoustica
  - 作詞：MC Sniper
  - アルバム『キャズム』収録。ヴォーカルはMC Sniper、チェロは藤原真理。オリジナルのトラックから伽耶琴（カヤグム）を引用。「オフィシャル・スコア・ブック」と付属CDにはピアノソロ・ヴァージョンが収録。
8. Riot in Lagos
  - アルバム『B-2ユニット』収録。8台のピアノとハンドクラップを多重録音。間奏ではプリペアド・ピアノを使用。
9. Theme for Roningai - symphonic
  - 本作で初音源化。2004年上演の演劇『浪人街』（唐沢寿明・松たか子他出演）の主題曲。「オフィシャル・スコア・ブック」と付属CDにはピアノソロ・ヴァージョンが収録。
10. Tamago 2004
  - アルバム『CM/TV』収録。『CM/TV』編纂時に聴き直した際に、再び演奏したくなった曲。アントニオ・カルロス・ジョビンの影響を受けている。チェロは藤原真理。オリジナルよりもゆっくりとしたテンポで演奏。「オフィシャル・スコア・ブック」と付属CDにはピアノソロ・ヴァージョンが収録。
11. Bibo no Aozora
  - アルバム『スムーチー』収録。
  - ヴァイオリンは後藤勇一郎・チェロはJaques Morelenbaum。
  - 本作ではアルバム『1996』と同じアレンジで演奏。2006年、映画「バベル」で使用された。
12. Seven Samurai - ending theme
  - アルバム『キャズム』収録。尺八は藤原道山。「オフィシャル・スコア・ブック」と付属CDにはピアノソロ・ヴァージョンが収録。
13. Dear Liz
  - アルバム『メディア・バーン・ライヴ』収録。元々はサントリーCMで使用された曲で、原曲はベスト・アルバム『CM/TV』に収録。ライヴ盤より中間部が省略され、非常に短い演奏。演奏時間は2分09秒であるが、実際は1分10秒あたりで終了。その後は音が無い状態。
14. Asience - original（初回限定盤のみボーナス・トラック）
  - 本作で初音源化。花王「アジエンス」CM曲。ファンからの要望が多かったため本作収録。実際にCMで流れている曲より中間部が若干長くなっている。発注先の要望は「Tong Pooのような曲」だった。

## 演奏
- 坂本龍一
  - Piano (#1-13)
  - Vocal (#6)
  - All Instruments (#14)
- MC Sniper：Rap (#7)
- 篠崎史紀：Strings Section Leader (#9)
- 伊勢友一：Percussion (#9)
- 藤原真理：Cello (#10)
- 後藤勇一郎：Violin (#11)
- Jaques Morelenbaum：Cello (#11)
- 藤原道山：尺八 (#12)